# Calamus longispathus
Calamus longispathus är en enhjärtbladig växtart som beskrevs av Henry Nicholas Ridley. Calamus longispathus ingår i släktet Calamus och familjen Arecaceae. Inga underarter finns listade i Catalogue of Life.